# ドイツ党
ドイツ党（ドイツ語: Deutsche Partei）は、ドイツの政党で地方政党のひとつ。ニーダーザクセン州を基盤としており、そのためニーダーザクセン党（Niedersächsische Landespartei）と呼ばれることもあった。ただし、1949年から1961年までドイツ連邦議会の議席を占めており、アデナウアー政権下において連立与党の一角を占めたこともあった。

## 概略
1945年、ニーダーザクセン民族党（Niedersächsische Landespartei, NLP）が、1871年のドイツ帝国の誕生から1933年のナチ党の政権奪取までの期間に活動した地域主義ドイツ＝ハノーファー党を再創造するものとして結成された。
1946年5月23日、ハインリヒ・ヘルヴェーゲが正式にNLPの議長に選出された。 NLPは主に連邦制のドイツにおける、ニーダーザクセン州の設立を目指し、プロテスタント保守主義を代表する政党であった。
1947年にニーダーザクセン州が成立した翌年には、ドイツ党と改名しドイツ国家人民党に所属していた保守派と合併して保守政党として再編された。すぐにハインリヒ・ヘルヴェーゲ議長の下、近隣の州に拡大し、1947年の最初のニーダーザクセン州議会選挙で27議席（全体の18.1％）を獲得した 。1948年、1949年の憲法会議（Parlamentarischer Rat）に参席すべくボンに代表者2人を送り込んだ。ドイツ党はニーダーザクセン州経済評議会で市場経済を支持する政党のひとつであり、1949年から1956年にかけてのボンでの「ブルジョア連合」の基礎を築いた。
1949年のドイツ連邦議会選挙では、国民投票の4％を獲得し、18議席を獲得した。その結果、コンラート・アデナウアー政権において、キリスト教民主同盟（CDU）、キリスト教社会同盟（CSU）、自由民主党（FDP）と連立を組むことになった。1953年のドイツ連邦議会選挙ではドイツ党の得票率は3.3%、15議席に減少したが、連立政権の座を維持し、1957年のドイツ連邦議会選挙でもドイツ党は17議席、得票率3.4%を獲得した。1956年にはFDPを離党したフランツ・ブリューヒャー、フリッツ・ノイマイヤーらが自由民衆党（FVP）を短期間結成したが、翌年FVPはドイツ党に合併したため、1953年のドイツ連邦議会選挙のドイツ党の票をわずかに増加させたと考えられる 。これらの政権におけるドイツ党の大臣は、ハインリッヒ・ヘルヴェーゲ（1949-1955）、ハンス・ヨアヒム・フォン・メルカッツ（1955-1960）、ハンス・クリストフ・ゼーボーム（1949-1960）であった。1955年、ヘルヴェーゲは連邦政府の職を辞し、ニーダーザクセン州の大臣に就任した。
1949年には幹部のヴォルフガング・ヘートラー議員は北ドイツのノイミュンターにおいて「ドイツ人に罪はなく、野党のドイツ社会民主党党首クルト・シューマッハーの反ナチスの抵抗活動は反逆である」旨の発言（ヘートラー事件）をするなど、右派的な色彩も持つ政党であった。連邦議会選挙においてはドイツキリスト教民主同盟と選挙協力し、5％条項を突破することはなかったが小選挙区で当選者を出すことで、議員を送り込んでいた。
ドイツ党は計画経済、土地改革などに反対し、1950年代には「ニーダーザクセンの中産階級の政党」として特徴付けられ、州権、君主主義、そして一部は、民族主義の立場を強調した。
しかし1960年に党は分裂、所属する連邦議会議員の半数がキリスト教民主同盟に移籍することで同党と決裂し、1961年に連邦議会から議席を失った。その後は右傾化が増し、メンバーの一部はドイツ共和党に流れたほか、現在メンバーの一部は極右政党国家民主党を支援している。